# Córdoba (municipalité)
Pour les articles homonymes, voir Córdoba.
Córdoba est l'une des vingt-neuf municipalités de l'État de Táchira au Venezuela. Son chef-lieu est Santa Ana del Táchira. En 2011, la population s'élève à 33 124 habitants.

## Géographie

### Subdivisions
Selon l'Institut national de statistique et contrairement à la plupart des municipalités du pays, la municipalité de Córdoba ne comporte aucune paroisse civile.